# Commanderie de Chevru
La commanderie de Chevru se situe à Chevru, dans le département de Seine-et-Marne en Île-de-France, à 13 km au sud-est de Coulommiers (Seine-et-Marne).

## Historique
Le plus ancien texte connu remonte à l'année 1202 (Archive nationale, S 5179).
Blanche, comtesse palatine de Troyes, donne aux Templiers une terre située à Chevru.
En 1209, Les Templiers acquièrent par échange de nouvelles terres et achètent aux religieux de La Charité-sur-Loire toutes les terres qu'ils possédaient à Chevru.
En 1470, les commanderies de Rigny et de Chauffour sont réunies à celle de Chevru.
La commanderie possède en indivision avec Les chartreux de Paris, le fief des « Sommes », situé dans la paroisse de Beautheil, et dont relève la terre et seigneurie de Maillard, qui se trouve dans les environs.

## Organisation
De l'époque templière, il ne reste que la chapelle entourée de bâtiments de ferme dont plusieurs remontent aux Hospitaliers de l'ordre de Saint-Jean de Jérusalem.

## La chapelle
Comme elle possède de nombreuses similitudes avec la chapelle de la commanderie de Coulommiers, il est probable qu'elle ait été construite à la même période, soit autour de 1210.
De style gothique, elle est constituée de quatre travées.  Elle possède onze baies en arc brisé, dont trois fenêtres au chevet.  Les murs sont enduits. Il reste à l'intérieur des traces d'un décor templier de faux joints peints au lait de chaux ainsi que les chapiteaux en cul-de-lampe représentant des nénuphars ou crochets. 

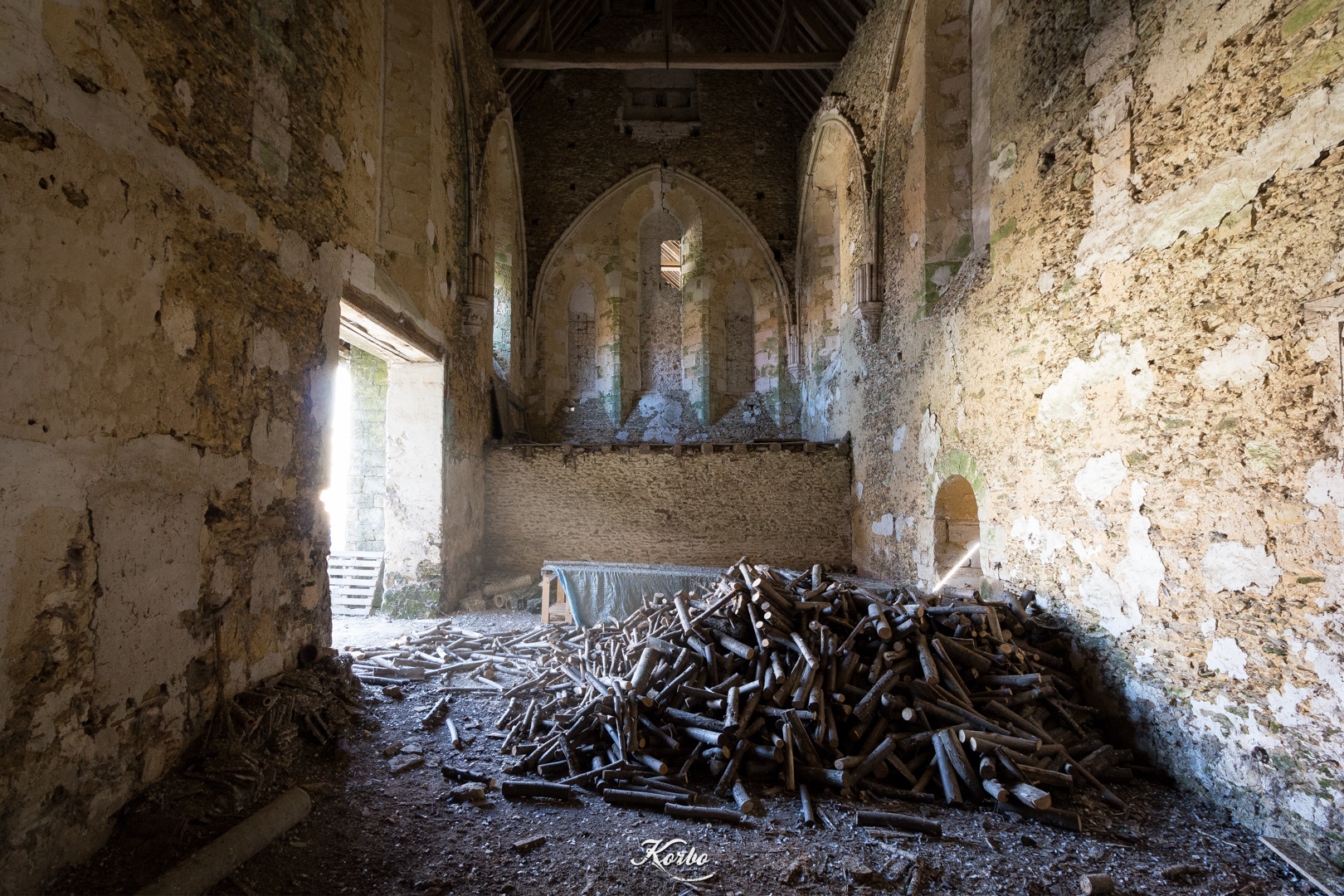
Chapelle templière de Chevru.

La voûte s'est écroulée à partir de 1787.
C'est dans cette chapelle qu'Arnould III de Wezemaal, commandeur de Reims puis de la baillie de la Brie fut inhumé († 1291). Ancien maréchal du duché de Brabant, il devint templier et Souverain Maître d'hôtel du roi de France Philippe le Hardi. Sur son tombeau figurait un écu parti de trois fleurs de lys aux pieds coupés.Chaux (matière)

## La légende
Selon le livre du procès de l'ordre du Temple (tome II, p. 387) en 1307, le pape Clément V et le roi Philippe IV le Bel sont à la recherche d'hérétiques parmi les frères. Le frère Gérard de Provins, alors précepteur de la commanderie de Chevru, parvient à échapper à ses poursuivants en sautant du pont du Vivier. Dans sa fuite, il perd plusieurs manuscrits et objets pieux. Il trouve alors refuge dans la forêt de Chenoise, au milieu des autres pourchassés.[réf. nécessaire]